# 요한 니콜라우스 포르켈

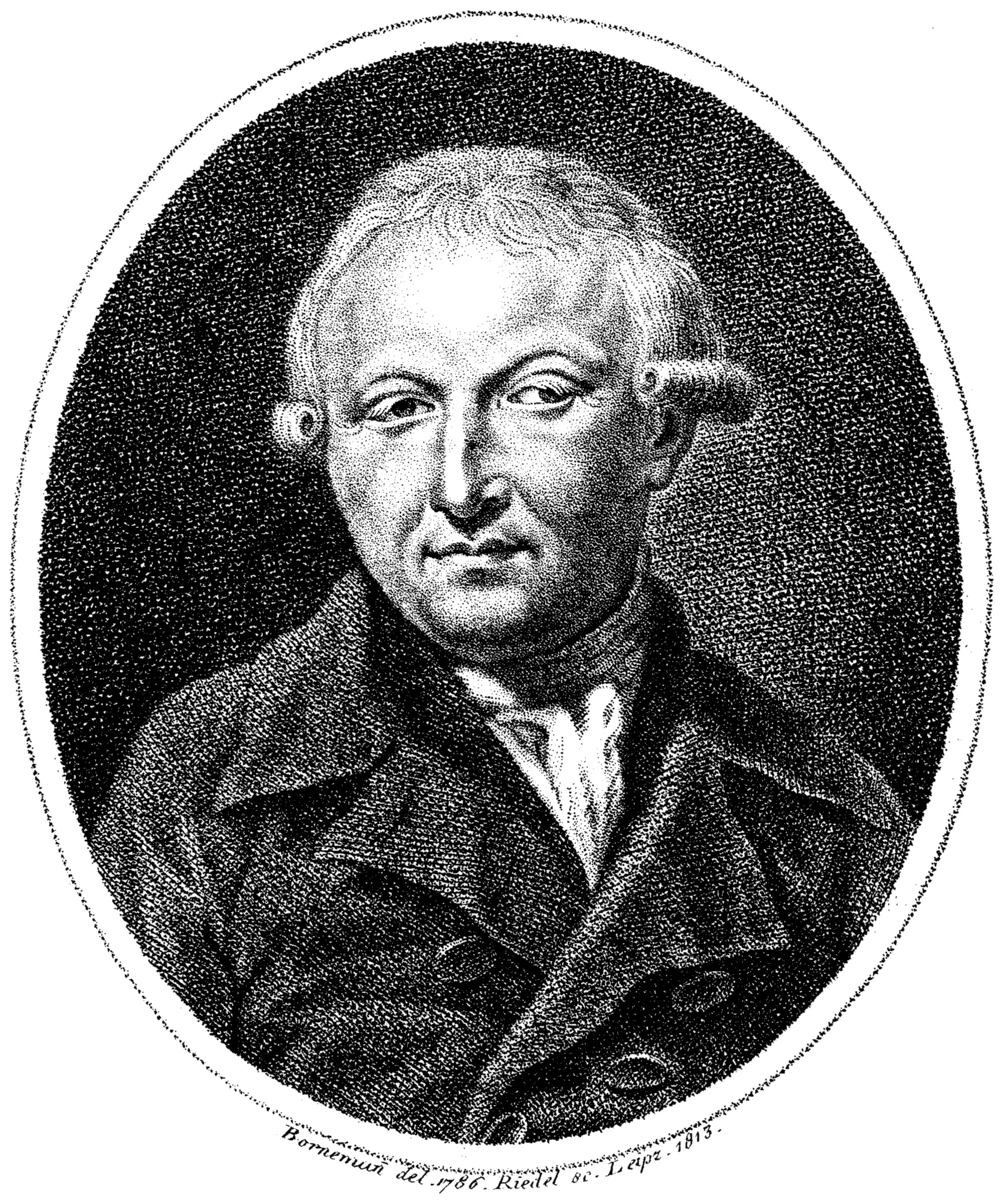
요한 니콜라우스 포르켈(1749-1818)

요한 니콜라우스 포르켈(독일어: Johann Nikolaus Forkel, 1749년 2월 22일 ~ 1818년 3월 20일)은 독일 출신의 음악사학자이자 대학교수이다. 바흐 연구의 대가(大家)이자 근대과학으로서의 음악사학의 선구자 중 한 사람으로 평가받고 있다. 괴팅겐 대학교 교수를 지냈다.

## 생애
1749년 독일 코부크르에서 태어나 어린시절을 보낸 뒤 뤼네부르크와 슈베린 등지에서 학업을 이어나갔고 특히 요한 마테존의 음악이론 연구서를 탐독하였다. 이후 괴팅겐 대학교에서 공부하였으며, 1772년부터 음악사학에 관한 개별강의를 진행하였고, 1779년 괴팅겐 대학교의 음악연주감독에 부임하면서도 근대적 의미의 음악사 연구와 작곡가 전기 연구에 집중하여 다수의 연구성과를 냈다. 1787년 괴팅겐 대학교로부터 명예박사학위를 받았다. 이후에도 계속 연구에만 몰두하다가 1818년 괴팅겐에서 사망했다.

## 업적

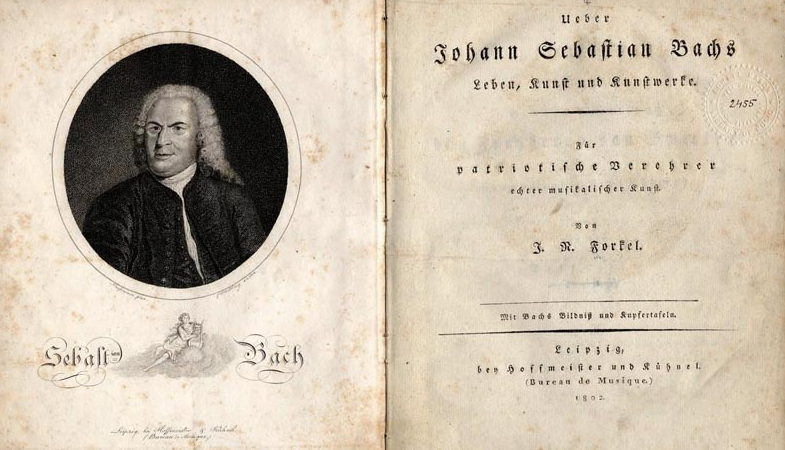
포르켈의 "바흐의 생애와 예술, 그리고 작품Über Johann Sebastian Bachs Leben, Kunst und Kunstwerke"(1802). 이 책은 사후 완전히 잊혀졌던 바흐를 최초로 발굴한 연구서로 바흐 재평가에 결정적으로 기여했다.

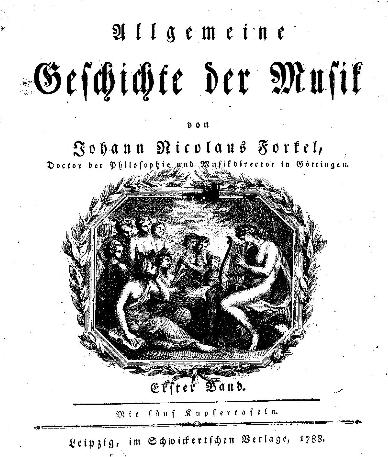
포르켈의 "일반음악의 역사Allgemeine Geschichte der Musik"(1788)

근대적 인문학으로서의 음악사학 발전에 기여한 포르켈은 다양한 저서를 집필하였고, 그의 저서 및 그가 소장하고 있던 수많은 서적들은 이후 베를린국립도서관으로 이관되었다. "음악이론에 관하여Über die Theorie der Musik"(1777)은 음악이론에 관한 심도 있는 통찰을 보여줬다. 포르켈은 또 음악사 통사인 "일반음악의 역사Allgemeine Geschichte der Musik"(1788, 1801)를 집필하여 근대적 인문학으로서의 음악사학의 발전의 단초를 제공하였으며 바흐의 아들 등에게서 얻은 방대한 1차 사료들 등을 바탕으로 쓴 "바흐의 생애와 예술, 그리고 작품Über Johann Sebastian Bachs Leben, Kunst und Kunstwerke"(1802)는 사후 50년간 완전히 세상에서 잊혀졌던 바흐를 최초로 발굴해낸 연구서이자 음악사학 최초의 전기이다. 이 책은 향후 멘델스존이 바흐의 작품을 다시 연주하는데 결정적인 역할을 하였다.